# Феритин

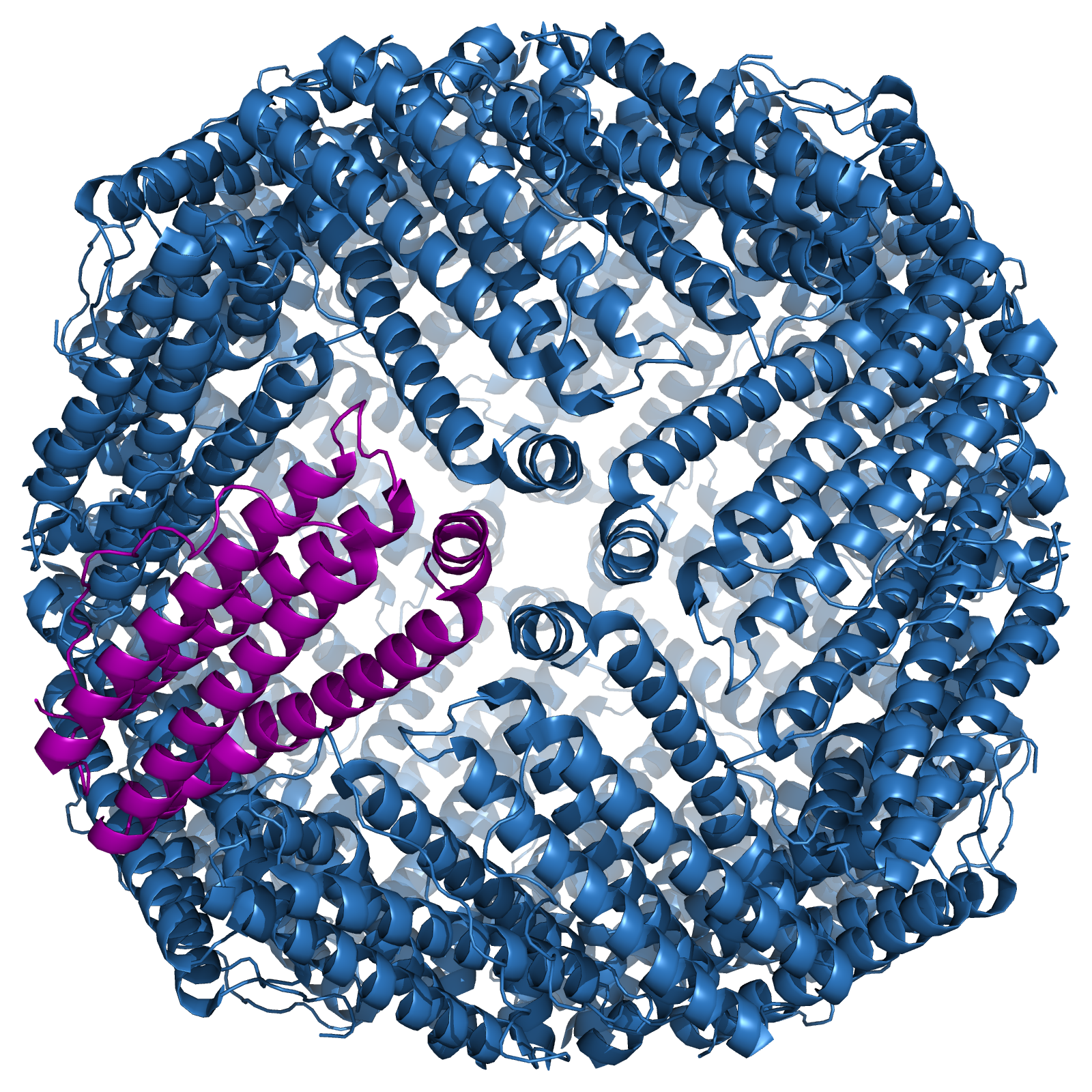
Структура феритинового комплексу в миші

Ферити́н — складний білковий комплекс (залізопротеїд), що виконує роль основного внутрішньоклітинного депо заліза в людини та тварин. Структурно складається з білка апоферитину й атома тривалентного заліза в складі фосфатного гідроксиду. Одна молекула феритину може містити до 4000 атомів заліза. Міститься практично у всіх органах і тканинах і є донором заліза в клітинах, які мають в ньому потребу.
2001 року вченим вдалось відкрити феритин, який міститься в мітохондріях (ген FTMT)..
У випадку, коли заліза починає не вистачати (часті крововтрати або недостатнє його надходження разом із їжею), організм людини починає використовувати його резерв із тканин. Рівень феритину починає знижуватись. Тривала нестача надходжуваного заліза може призвести до анемії. Рівень феритину буває зниженим задовго до появи симптомів залізодефіциту та дає змогу вчасно діагностувати анемію.
Поряд із цим знижується також рівень гемоглобіну. Стан супроводжується недостатнім постачанням киснем клітин і тканин органів усього організму. Більшою мірою при цьому страждає центральна та периферійна нервова система.

## Норма та відхилення
Рівень феритину в нормі залежить від віку та статі особи:
- у новонароджених — 25–200 нг/мл (95% довірчий інтервал (ДІ) 25–200 мкг/л);
- у віці 1 міс — 200–600 нг/мл (95% ДІ 200–600 мкг/л);
- у віці 2–5 міс — 50–200 нг/мл (95% ДІ 50–200 мкг/л);
- у віці 6 міс — 15 років — 7–140 нг/мл (95% ДІ 7–140 мкг/л);
- у дорослих чоловіків — 20–300 нг/мл (95% ДІ 20–300 мкг/л);
- у дорослих жінок — 20–120 нг/мл (95% ДІ 20–120 мкг/л).[3]

Підвищення рівня феритину в крові може свідчити про гостре або хронічне захворювання печінки, гострі або хронічні інфекції, запальний процес, передозування заліза, хронічну гемолітичну анемію, лімфогранулематоз або рак молочної залози. За наявності цих патологічних станів, а також захворювань нирок, запаси заліза в кістковому мозку можуть бути нормальними або підвищеними. Низький рівень феритину вказує на хронічний дефіцит заліза в організмі.